# Droits de l'homme au Zimbabwe
De nombreux rapports font état de violations systématiques et croissantes des droits de l'homme au Zimbabwe sous le régime de Robert Mugabe et de son parti, l'Union nationale africaine du Zimbabwe – Front patriotique (ZANU-PF), entre 1980 et 2017.
Selon des organisations de défense des droits humains telles qu'Amnesty International et Human Rights Watch, le gouvernement du Zimbabwe viole les droits au logement, à la nourriture, à la liberté de mouvement et de résidence, à la liberté de réunion et à la protection de la loi. Il y a des agressions contre les médias, l'opposition politique, les militants de la société civile et les défenseurs des droits humains.
Les rassemblements de l'opposition font fréquemment l'objet d'attaques brutales de la part des forces de police, comme la répression d'un rassemblement du 11 mars 2007 du Mouvement pour le changement démocratique (MDC). Lors de ces événements, le chef du parti Morgan Tsvangirai et 49 autres militants de l'opposition sont arrêtés et roués de coups par la police. Edward Chikombo (en), un journaliste qui a envoyé des images des passages à tabac à des médias étrangers, est enlevé et assassiné quelques jours plus tard. Après sa libération, Morgan Tsvangirai déclare à la BBC qu'il a subi des blessures à la tête et des coups aux bras, aux genoux et au dos, et qu'il a perdu une quantité importante de sang. L'action de la police est fermement condamnée par le secrétaire général de l'ONU, Ban Ki-moon, l'Union européenne et les États-Unis. Bien que rien n'indique que les militants aient subi des blessures, mais sans mentionner la cause de ces blessures, le quotidien The Herald, contrôlé par le gouvernement zimbabwéen, affirme que la police est intervenue après que des manifestants « se sont déchaînés en pillant des magasins, en détruisant des biens, en agressant des civils et en agressant » des policiers et des membres innocents du public ». Le journal affirme également que l'opposition a « violé délibérément l'interdiction des rassemblements politiques ».

## Répression policière
Les organisations de défense des droits de l'homme s'accordent à dire que les violations systématiques du droit à la liberté et à l'intégrité de la personne sont fréquentes au Zimbabwe, en particulier à l'égard des personnes soupçonnées d'appartenir à l'opposition politique. Ces violations sont perpétrées par des partisans du gouvernement ainsi que par les forces de l'ordre, et comprennent des agressions, des actes de torture, des menaces de mort, des enlèvements et des arrestations et détentions illégales.
En 1999, trois Américains – John Dixon, Gary Blanchard et Joseph Pettijohn – affirment avoir été torturés après leur arrestation. Le juge du procès accepte leur témoignage de torture et leur inflige des peines clémentes après leur condamnation pour des infractions liées aux armes.
La même année, Robert Mugabe condamne des juges de la Cour suprême du Zimbabwe qui lui ont demandé de commenter l'arrestation illégale et la torture, par les services de sécurité de l'État, de deux journalistes, Mark Chavunduka et Ray Choto.
Les forces de l'ordre sont une source majeure d'atteintes aux droits humains au Zimbabwe. Selon Human Rights Watch, il y a un nombre croissant de cas dans lesquels la police agresse et torture des partisans de l'opposition et des militants de la société civile. Un cas notable est l'arrestation et les passages à tabac d'un groupe de militants syndicaux, dont le président et le secrétaire général du Zimbabwe Congress of Trade Unions (en), au poste de police de Matapi, à la suite de manifestations pacifiques le 13 septembre 2006. Les syndicalistes se voient d'abord refuser une assistance médicale et juridique.
Un autre cas similaire est l'arrestation du leader militant étudiant Promise Mkwanazi le 29 mai 2006. Mkwanazi est détenu dans un poste de police à Bindura pendant cinq jours sans inculpation. Au cours de cette période, il est à plusieurs reprises déshabillé, enchaîné et battu avec des matraques par des policiers, qui l'accusent d'avoir tenté de renverser le gouvernement. Il a fait l'objet d'une surveillance policière constante depuis 2000 en raison de sa participation aux rassemblements du parti MDC et de son recrutement avec l'aide de ses collègues et anciens militants étudiants Tafadzwa Takawira et Tendai Ndira, qui ont également été victimes de brutalités policières, de tortures et de détentions illégales dans des cellules aux conditions inhumaines et aux normes sanitaires médiocres, avec des toilettes sans chasse d'eau et une ventilation insuffisante à l'intérieur des cellules.
De 2001 à septembre 2006, le Forum des ONG de défense des droits de l'homme du Zimbabwe a enregistré plus de 1 200 cas de violations des droits de l'homme par les forces de l'ordre, dont 363 cas de torture, 516 cas d'agression, 58 cas de menaces de mort, 399 cas d'arrestation illégale et 451 cas de détention illégale. Nombre de ces incidents ont fait plusieurs victimes. L'organisation constate que les forces de l'ordre sont encouragées à commettre des abus par des déclarations faites par des membres haut placés du parti au pouvoir, le ZANU-PF.
Le département d'État des États-Unis a rapporté dans une annonce publique datée du 12 juillet 2007 que la situation au Zimbabwe continue de se détériorer alors que les protestations publiques contre Mugabe et le ZANU-PF s'intensifient. La récente fixation par le gouvernement des prix de tous les biens de consommation locaux a entraîné d'importantes pénuries de produits de première nécessité, provoquant des violences entre des citoyens désespérés et les forces gouvernementales qui cherchent à faire respecter les restrictions et à réprimer les perturbations. Le gouvernement a continué à réitérer son mandat d'éliminer toute dissidence ou opposition à ses politiques « par tous les moyens nécessaires », y compris par la force meurtrière. Il a appuyé cette déclaration par des actes de violence aléatoires et aveugles de la part de diverses forces de sécurité contre toute personne perçue comme un opposant ; ces attaques se produisent souvent sans provocation ni avertissement comme une forme de terrorisme d'état.

## Libertés civiles restreintes
Au Zimbabwe, la liberté de réunion est sévèrement restreinte par la loi. Le cadre juridique est encore plus tendu dans la pratique, les forces de l'ordre surveillant de près les manifestations de l'opposition et les rassemblements publics. De nombreux rapports font état de l'arrestation et du passage à tabac de manifestants. Selon le rapport de Human Rights Watch intitulé You Will Be Thoroughly Beaten : The Brutal Suppression of Dissent in Zimbabwe, des lois telles que la Public Order and Security Act (POSA) et la Miscellaneous Offences Act (MOA) sont utilisées pour perturber violemment des manifestations pacifiques et justifier l'arrestation de militants de la société civile. Dans certains cas, les militants sont détenus plus longtemps que la limite autorisée par la loi, souvent sans inculpation.
Dans son rapport Freedom in the World de 2006, Freedom House constate que la liberté d'expression et la liberté de la presse, déjà très faibles, se sont encore détériorées au Zimbabwe. La loi de 2002 sur l'accès à l'information et la protection de la vie privée (AIPPA) oblige les journalistes et les entreprises de médias à s'enregistrer auprès de la Commission des médias et de l'information (MIC), contrôlée par le gouvernement, et donne à ce dernier le pouvoir d'interdire à certaines personnes de travailler comme journalistes. Un amendement promulgué en 2005 a introduit des peines d'emprisonnement pouvant aller jusqu'à deux ans pour les journalistes travaillant sans accréditation. Les autorités ont ordonné la fermeture de journaux d'opposition et indépendants, et les journalistes sont intimidés, arrêtés et poursuivis, avec l'appui de lois criminalisant la publication d'informations « inexactes ». Les journalistes étrangers se voient régulièrement refuser des visas et des correspondants locaux de publications étrangères se sont vu refuser une accréditation et ont été menacés d'expulsion. L'État contrôle tous les médias audiovisuels ainsi que les grands quotidiens tels que The Chronicle (en) et The Herald. La couverture est dominée par des portraits favorables de Robert Mugabe et du parti ZANU-PF et des attaques contre les détracteurs du gouvernement. Selon Freedom House, le gouvernement surveille également le contenu des e-mails.
Selon le département d'État américain, une ONG locale a cité le ministre de la Sécurité d'État, Didymus Mutasa (en), en déclarant que « les autorités ne relâcheraient pas leur détermination à réduire à néant les quelques sources d'information alternatives qui subsistent dans le pays ».
Alors que certains observateurs électoraux africains ont estimé que les élections parlementaires de 2005 (en) reflétaient la volonté du peuple, le consensus général est que ces élections et les précédentes au Zimbabwe n'ont pas été libres et équitables, avec une fraude électorale généralisée. Les candidats et les partisans du parti d'opposition, le MDC, n'ont pas pu faire campagne ouvertement dans certaines régions et ont été victimes de harcèlement, de violence et d'intimidation. Des stocks de nourriture du gouvernement ont été offerts aux électeurs en échange de leur vote. La couverture médiatique a été fortement biaisée en faveur du ZANU-PF. Le jour du scrutin, de nombreux électeurs potentiels, en particulier dans les circonscriptions dominées par l'opposition, ont été refoulés. La principale raison en est qu'ils ont essayé de voter dans la mauvaise circonscription en raison d'un redécoupage mal annoncé. Les observateurs électoraux ont également noté l'intimidation des électeurs dans les bureaux de vote. Lors d'un incident, la police n'a rien fait lorsqu'un candidat de la ZANU-PF a menacé de tirer sur des agents électoraux du MDC. Les divergences dans les rapports de vote, qui favorisent fortement le parti au pouvoir, suggèrent que les bilans ont été manipulés.

## Conséquences de la prétendue tentative de coup d'État zimbabwéen de 2007
Le gouvernement zimbabwéen a affirmé avoir déjoué un prétendu coup d'État en mai 2007. Selon le gouvernement, les soldats avaient l'intention de destituer par la force le président Robert Mugabe et de demander au ministre du logement rural Emmerson Mnangagwa de former un gouvernement avec les chefs des forces armées. Plusieurs hommes, en service actif ou retraités de l'armée nationale zimbabwéenne, ont été arrêtés et accusés de trahison entre le 29 mai et le début du mois de juin 2007. D'autres arrestations ont eu lieu, ainsi que des exécutions. Ces exécutions ont été fermement condamnées par le secrétaire général des Nations unies, Ban Ki-moon, l'Union européenne et les États-Unis, ainsi que par David Miliband, alors ministre de la sécurité extérieure .

## Discrimination
Les femmes sont désavantagées au Zimbabwe, la dépendance économique et les normes sociales les empêchant de lutter contre la discrimination sexuelle. Malgré les interdictions légales, des coutumes telles que le mariage forcé sont toujours en place. La violence domestique contre les femmes est un problème grave. Bien que la législation du travail interdise le harcèlement sexuel sur le lieu de travail, ce harcèlement est courant et ne fait généralement pas l'objet de poursuites. Alors que la loi reconnaît le droit des femmes à la propriété, à l'héritage et au divorce, de nombreuses femmes ignorent leurs droits.
Le président Mugabe a critiqué les homosexuels, leur attribuant les maux de l'Afrique. Le droit commun empêche les hommes homosexuels, et dans une moindre mesure les femmes homosexuelles, d'exprimer pleinement leur orientation sexuelle. Dans certains cas, il criminalise également la démonstration d'affection entre hommes. Le code pénal a été modifié pour définir la sodomie pour inclure « tout acte impliquant un contact physique entre hommes qui serait considéré par une personne raisonnable comme un acte indécent ».

## Escalade de la violence lors des élections nationales de 2008
En 2008, des élections parlementaires et présidentielles ont lieu. Le Mouvement d'opposition pour le changement démocratique (MDC), dirigé par Morgan Tsvangirai, remporte à la fois l'élection législative et le premier tour de la présidentielle, déclenchant un second tour dans cette dernière. La campagne de trois mois entre le premier et le second tour de l'élection présidentielle est entachée par une violence croissante à l'encontre des partisans du MDC. Le MDC déclare qu'au moins 86 de ses partisans - dont Gibson Nyandoro et Tonderai Ndira (en) - ont été assassinés et que 200 000 autres ont été chassés de chez eux par des milices pro-gouvernementales. L'élection elle-même aurait été marquée par une intimidation massive, les citoyens ayant été contraints de voter  et sont tenus de montrer leur bulletin de vote aux représentants du parti au pouvoir avant de le déposer dans l'urne.

## Torture
Il a été allégué que les forces de sécurité du Zimbabwe avaient un camp de torture dans les champs de diamants de Marange ; les méthodes comprennent les passages à tabac sévères, les agressions sexuelles et les mutilations de chiens. Le 8 juin 2020, Amnesty International a signalé la torture et l'agression sexuelle de trois militants de l'opposition et parlementaires, Joana Mamombe, Cecilia Chimbiri (en) et Netsai Marova (en). Ils ont été arrêtés et ont fait l'objet d'une disparition forcée le 13 mai à Harare, la capitale du Zimbabwe, pour avoir dirigé une manifestation antigouvernementale contre la réponse des autorités à la pandémie de COVID-19 et à la famine généralisée dans le pays. Après deux jours, ils sont retrouvés dans un état misérable à Bindura, à 87 km d'Harare. Le 26 mai, les militants sont inculpés par la police de rassemblement dans l'intention de promouvoir la violence publique et de troubler l'ordre public.

## Crimes contre l'humanité
De nombreux rapports font état de crimes contre l'humanité flagrants commis par le gouvernement Mugabe entre 1980 et 2017. Écrivant pour le Human Rights Quarterly, Rhoda E. Howard-Hassmann a affirmé qu'il y avait « des preuves claires que Mugabe était coupable de crimes contre l'humanité ». En 2009, Gregory Stanton, alors président de l'International Association of Genocide Scholars, et Helen Fein (en), alors directrice exécutive de l'Institute for the Study of Genocide, ont publié une lettre dans le New York Times déclarant qu'il y avait suffisamment de preuves de crimes contre l'humanité. de traduire Mugabe en justice devant la Cour pénale internationale. De nombreux groupes de défense des droits de l'homme ont critiqué les pays occidentaux pour avoir fermé les yeux sur le meurtre délibéré d'au moins 20 000 personnes, pour la plupart des civils Ndebele, qui ont été tués par la cinquième brigade de Mugabe entre 1982 et 1985 lors de saisies de terres. Certains universitaires et militants pensent que le chiffre réel pourrait être de 80 000. L'administration Mugabe a également été critiquée par des opposants politiques et des groupes tels qu'Amnesty International pour les violations des droits de l'homme commises par les services de sécurité du pays. Un massacre a eu lieu dans la prison de Chikurubi à Harare, le 29 juin 1996, où Human Rights Watch estime que plus de 1 200 prisonniers ont été tués par balle en quelques heures seulement. En 2006, Amnesty International a demandé l'ouverture d'une enquête indépendante sur les décès survenus dans la prison de haute sécurité de Harare lors du massacre de juin 1996 . De 1980 à 2017, selon certains groupes de défense des droits de l'homme, le gouvernement Mugabe aurait été directement ou indirectement responsable de la mort de 3 à 6 millions de Zimbabwéens, bien que certaines sources diffèrent. Un groupe de défense des droits de l'homme affirme que des centaines de milliers de Zimbabwéens sont morts de faim et de famine en raison de sa politique et de ses actions, et que des centaines de milliers de Zimbabwéens ont également trouvé la mort dans des massacres d'État, de sorte que, directement ou indirectement, Mugabe pourrait avoir été responsable d'au moins un million de morts.
Le 24 juillet 2020, le Haut-Commissariat des Nations unies aux droits de l'homme a fait part de ses inquiétudes concernant l'arrestation d'un journaliste d'investigation de premier plan et d'un chef de l'opposition, citant que les autorités zimbabwéennes ne devraient pas utiliser la pandémie de Covid-19 comme excuse pour réprimer les libertés fondamentales.
Le 5 août 2020, la campagne #ZimbabweanLivesMatter a attiré l'attention de célébrités et d'hommes politiques internationaux sur les violations des droits humains au Zimbabwe, augmentant la pression sur le gouvernement d'Emmerson Mnanagwa. La campagne est intervenue après les arrestations, les enlèvements et la torture de militants politiques de premier plan et l'incarcération du journaliste, Hopewell Chin'ono (en), et de l'auteure lauréate du prix Booker, Tsitsi Dangarembga .
Le 24 août 2020, les évêques catholiques ont élevé la voix pour la première fois sur les violations des droits humains en soutien à #Zimbabweanlivesmatter . Sous la lettre pastorale des évêques catholiques du Zimbabwe, ils ont critiqué le président Emmerson Mnangagwa pour corruption et abus de pouvoir .

## Réponse du gouvernement
Le gouvernement du Zimbabwe a généralement répondu aux accusations de violations des droits de l'homme émanant des pays occidentaux par des contre-accusations d'attitude coloniale et d'hypocrisie, affirmant que des pays tels que le Royaume-Uni et les États-Unis sont coupables de transgressions similaires, voire pires, par exemple dans la guerre d'Irak.
Dans un discours prononcé à la session inaugurale du Conseil des droits de l'homme des Nations unies à Genève le 21 juin 2006, le ministre zimbabwéen de la justice, des affaires juridiques et parlementaires, Patrick Chinamasa, a assuré que le Zimbabwe « respecterait les droits de l'homme de tous ses citoyens ». Il a toutefois accusé les « pays développés » de financer des ONG locales dans le but de « saper notre souveraineté, de créer et de soutenir des groupes d'opposition locaux qui n'ont pas de base de soutien locale et de promouvoir la désaffection et l'hostilité de la population locale à l'égard de son gouvernement populairement élu ».

## Historique des notations
Voici les classements du Zimbabwe depuis 1972 dans les rapports de Freedom in the World, publiés chaque année par Freedom House, classés sur une échelle de 1 (le plus libre) à 7 (le moins libre).
| Année | Droits politiques | Libertés civiles | Statut              |
| 1972  | 6                 | 5                | Non libre           |
| 1973  | 6                 | 5                | Non libre           |
| 1974  | 6                 | 5                | Non libre           |
| 1975  | 6                 | 5                | Non libre           |
| 1976  | 6                 | 5                | Non libre           |
| 1977  | 6                 | 5                | Non libre           |
| 1978  | 6                 | 5                | Non libre           |
| 1979  | 5                 | 5                | Partiellement libre |
| 1980  | 4                 | 4                | Partiellement libre |
| 1981  | 3                 | 4                | Partiellement libre |
| 1982  | 3                 | 5                | Partiellement libre |
| 1983  | 4                 | 5                | Partiellement libre |
| 1984  | 4                 | 5                | Partiellement libre |
| 1985  | 4                 | 6                | Partiellement libre |
| 1986  | 4                 | 6                | Partiellement libre |
| 1987  | 5                 | 6                | Partiellement libre |
| 1988  | 6                 | 5                | Partiellement libre |
| 1989  | 6                 | 4                | Partiellement libre |
| 1990  | 6                 | 4                | Partiellement libre |
| 1991  | 5                 | 4                | Partiellement libre |
| 1992  | 5                 | 4                | Partiellement libre |
| 1993  | 5                 | 5                | Partiellement libre |
| 1994  | 5                 | 5                | Partiellement libre |
| 1995  | 5                 | 5                | Partiellement libre |
| 1996  | 5                 | 5                | Partiellement libre |
| 1997  | 5                 | 5                | Partiellement libre |
| 1998  | 5                 | 5                | Partiellement libre |
| 1999  | 6                 | 5                | Partiellement libre |
| 2000  | 6                 | 5                | Partiellement libre |
| 2001  | 6                 | 6                | Non libre           |
| 2002  | 6                 | 6                | Non libre           |
| 2003  | 6                 | 6                | Non libre           |
| 2004  | 7                 | 6                | Non libre           |
| 2005  | 7                 | 6                | Non libre           |
| 2006  | 7                 | 6                | Non libre           |
| 2007  | 7                 | 6                | Non libre           |
| 2008  | 7                 | 6                | Non libre           |
| 2009  | 6                 | 6                | Non libre           |
| 2010  | 6                 | 6                | Non libre           |
| 2011  | 6                 | 6                | Non libre           |
| 2012  | 6                 | 6                | Non libre           |
| 2013  | 5                 | 6                | Non libre           |
| 2014  | 5                 | 6                | Non libre           |
| 2015  | 5                 | 5                | Partiellement libre |
| 2016  | 5                 | 5                | Partiellement libre |
| 2017  | 6                 | 5                | Non libre           |
| 2018  | 5                 | 5                | Partiellement libre |
| 2019  | 5                 | 5                | Partiellement libre |
| 2020  | 6                 | 5                | Non libre           |
| 2021  | 6                 | 5                | Non libre           |
| 2022  | 6                 | 5                | Non libre           |